# Burg Pungelscheid
Die Burg Pungelscheid ist eine abgegangene mittelalterliche Burg im jetzigen Ortsteil Pungelscheid der Stadt Werdohl. Der Standort befand sich nahe der südwestlichen Ausläufer des Lennegebirges auf einer Anhöhe in 340 m ü. NN am nördlichen Rand des Naturparks Ebbegebirge im Sauerland. 

## Geschichte
Erbaut wurde die Burg um das Jahr 1300. Erstmals urkundlich erwähnt wurde sie im Jahr 1359. Als Erbauer gilt Rötger von Neuhoff. Durch einen Blitzschlag brannte die Burg im Jahr 1797 bis auf die Reste eines Rundturmes und eines Gewölbekellers ab. Anfang des 19. Jahrhunderts wurde auf dem ehemaligen Burggelände ein noch heute bewohnter Bauernhof errichtet. An ihm vorbei führt nun die Straße Alt Pungelscheid durch das ehemalige Burggelände. Neben dem Baudenkmal Alte Schmiede befindet sich dort noch ein historischer Haferkasten. Bis Ende des 20. Jahrhunderts war dort auch ein gastronomischer Betrieb ansässig, auf dessen jetzt privat genutztem Gelände sich noch ein alter Burgbrunnen befindet. Oberirdische Reste der eigentlichen Burg sind auf dem ganzen Gelände nicht mehr erkennbar.